# Крум Ефремов
Крум Ефремов (мак. Крум Ефремов, тж. — Д-р Крум Ефремов) — македонський державний діяч. Надзвичайний і Повноважний Посол Північної Македонії в Україні (з 2019).

## Життєпис
У 2009 році закінчив Інститут економіки Кирила і Методія у Скоп'є. Доктор філософії.
З лютого 1992 по липень 1999 рр. — працював менеджером з продажів у сталеливарній компанії.
З червня 1999 по серпень 2008 рр. — Державний радник Міністерства економіки Республіки Македонія
З серпня 2008 по лютий 2019 рр. — Директор дирекції з економічної дипломатії Міністерства закордонних справ Північної Македонії
8 березня 2019 року — вручив копії вірчих грамот заступнику міністра закордонних справ України Василю Боднарю.
16 травня 2019 року — вручив вірчі грамоти Президенту України Петрові Порошенко.